# Cshö Thebok
Cshö Thebok (hangul: 최태복, handzsa: 崔泰福; Nampho, 1930. december 1. – 2024. január 20.) észak-koreai politikus. A Koreai Munkapárt Politikai Hivatalának és Titkárságának tagja, és közel 21 éven át, 1998-tól 2019-ig a Legfelsőbb Népi Gyűlés Prezídiumának elnöke (házelnök) volt. Kim Dzsongil tanácsadójának, valamint a törzsvezetés népszerű tagjának tartották. A koreai mellett folyékonyan beszélt angolul, németül és oroszul.

## Életpályája
A Kim Ir Szen Egyetemen tanult kémiát, majd Lipcsében (akkor Német Demokratikus Köztársaságban) és Moszkvában fejezte be tanulmányait. A KNDK-ba való visszatérése után tanárként dolgozott. Később, az 1960-as években a Hamhungi Vegyipari Főiskolán dolgozott kutatóként, végül a főiskola dékánjaként (1968). 1972-ben a KMP Oktatási Osztályának osztályvezetőjeként kezdett dolgozni, 1976-tól pedig igazgatóhelyettesként.
Az 1970-es évek végétől, amikor kinevezték a Kim Cshek Műszaki Egyetem dékánjává, majd elnökévé, Cshö Thebok egyre jelentősebb szerepet vállalt az ország politikájában. Az 1980-as években az Oktatási Bizottság elnökeként (1980-tól) és felsőoktatási miniszterként (1981-től) tevékenykedett; e minőségében kiterjesztette a kulturális cserekapcsolatokat más országokkal, valamint az észak-koreai diákok külföldi tanulmányait lehetővé tevő programokat.
Cshö Thebokot először 1982-ben választották meg a Legfelsőbb Népi Gyűlés képviselőjének; ugyanebben az évben ő vezette a Legfelsőbb Népi Gyűlés franciaországi küldöttségét. Ez volt az első alkalom, hogy észak-koreai delegációt vezetett hivatalos látogatásokra, később többek között 1984-1985-ben a Szovjetunióba, Német Demokratikus Köztársaságba, Kínába és Bulgáriába is ellátogatott.
1984-ben a 6. Központi Bizottság póttagjává, majd 1986-ban teljes jogú tagjává és a 6. titkárság tagjává. Titkárként Cshö Thebok az oktatásért, a tudományért és a kulturális csereprogramokért volt felelős.
Cshö Thebokot megválasztották a 10., 11. és 12. Legfelsőbb Népi Gyűlés elnökévé, amely szerepkör megnövelte részvételét a külügyekben. Emellett 1993–1998 között a Koreai Szolidaritási Bizottság A Világ Népeivel elnöke volt. Állítólagos reformista nézetei ellenére úgy vélik, hogy közel áll Kim Dzsongil húgához, Kim Gjonghihoz és a Legfelsőbb Népi Gyűlés Elnökség alelnökéhez, Jang Hjongszophoz.
2007. január 6-án egy phenjani népgyűlésen beszédet mondott, amelyben dicsérte az észak-koreai kormányt az atomfegyverek építéséért.
2012. október 19-én találkozott Zandaakhüügiin Enkhbold mongol parlamenti elnökkel, és a két ország „megállapodott a kétoldalú kereskedelem és együttműködés jövőbeli lehetőségeiről az információs technológia és az emberi erőforrások területén”. A Csoszon Sinbo, Phenjan-párti japán újság szerint Mongólia érdekelt a szén, réz, arany és urán Raszon kikötőjén keresztül történő exportjában, mivel „túl költséges a kínai és orosz vasúti rendszerekre támaszkodni”.
2017 októberében a KMP alelnökeként vonult vissza. Ezt követően az új törvényhozás első, 2019. áprilisi ülésszakán leváltották a Legfelsőbb Népi Gyűlés elnöki posztjáról.

## Fordítás
Ez a szócikk részben vagy egészben  a   Choe Thae-bok című angol Wikipédia-szócikk ezen változatának fordításán alapul.  Az eredeti cikk szerkesztőit annak laptörténete sorolja fel. Ez a jelzés csupán a megfogalmazás eredetét és a szerzői jogokat jelzi, nem szolgál a cikkben szereplő információk forrásmegjelöléseként.